# 제이미 밀러
제이미 밀러(Jamie Miller, 1997년 9월 9일 ~ )는 영국의 싱어송라이터이다.

## 인물
밀러는 어머니, 아버지, 두 자매와 함께 웨일즈 카디프에서 태어나 초등학교 때부터 노래를 부르기 시작했다.

## 음반

### 앨범
- Broken Memories (2022)

### 싱글
- The City That Never Sleeps (2020)
- All I Want for Christmas Is You (2020)
- Onto Something (2020)
- Hold You 'Til We're Old (2021)
- Here's Your Perfect (2021)
- Running Out of Roses (앨런 워커와 함께) (2021)
- I Lost Myself In Loving You (2022)
- Last Call (2022)